# Unión de Ciudadanos de Georgia
La Unión de Ciudadanos de Georgia (en georgiano: საქართველოს მოქალაქეთა კავშირი, romanizado: sakartvelos mokalaketa kavshiri) fue un partido político en Georgia fundado Eduard Shevardnadze, líder comunista de la RSS de Georgia (1972-1985) y presidente de Georgia (1992-2003), y David Chantladze, antiguo representante de comercio de la Unión Soviética en Checoslovaquia.

## Historia
El partido se estableció a mediados de la década de 1990 como un vehículo para modernizar a los políticos. Se convirtió en el grupo mayoritario en el parlamento georgiano tras las elecciones parlamentarias de 1995, y Shevardnadze ganó la presidencia al mismo tiempo. 
La Unión de Ciudadanos de Georgia atrajo a varios políticos reformadores jóvenes, entre ellos Míjeil Saakashvili, Zurab Shvania y Nino Buryanadze, finalmente terminó siendo víctima de la corrupción endémica de Georgia y del creciente uso de la manipulación electoral por parte de Shevardnadze. En septiembre de 2001, Saakashvili renunció a su cargo en el gobierno y en el partido de Shevardnadze basándose en que la corrupción había penetrado hasta el centro mismo del gobierno georgiano y que Shevardnadze carecía de la voluntad de abordarla. La controversia finalmente llevó a que la Unión de Ciudadanos se dividiera en tres facciones opuestas, con la presunta corrupción entre altos miembros del partido en el centro de la disputa. Inicialmente, un grupo de jóvenes empresarios liderados por David Gamkrelidze y Levan Gachechiladze, quienes crearon el Partido Nuevas Derechas, se separaron de él. Después de eso, un grupo de reformadores radicales liderados por Míjeil Saakashvili abandonaron la Unión de Ciudadanos y crearon el Movimiento Nacional Unido. En junio de 2002, Zhvania abandonó la Unión de Ciudadanos para crear su propio partido. El presidente del Parlamento, Nino Buryanadze, también abandonó la Unión de Ciudadanos para unir fuerzas con Zhvania con Demócratas Unidos. En junio de 2003, cinco partidos de oposición habían establecido el Movimiento Nacional Unido para proporcionar una oposición a la Unión de Ciudadanos. 
Tras las elecciones parlamentarias de 2003, la Unión de Ciudadanos ganó las elecciones pero sus resultados fueron ampliamente considerados amañados. El 23 de noviembre, manifestaciones populares masivas obligaron a Shevardnadze a dimitir. Posteriormente, los resultados de las elecciones fueron anulados y se programaron nuevas elecciones para 2004. 

## Ideología
El objetivo de la Unión de Ciudadanos era construir una Georgia democrática, independiente y económicamente fuerte. Otros objetivos eran proteger los derechos civiles y restaurar la integridad territorial de Georgia.
El partido era miembro consultivo de la Internacional Socialista.

## Resultados electorales

### Elecciones parlamentarias
| Elección | Votos   | %     | Representantes | +/–   | Posición | Coalición              | Candidato           |
| -------- | ------- | ----- | -------------- | ----- | -------- | ---------------------- | ------------------- |
| 1995     | 504.586 | 25,19 | 108/235        | Nuevo | 1.º      |                        | Zurab Zhvania       |
| 1999     | 890.915 | 44,48 | 131/235        | 23    | 1.º      |                        | Zurab Zhvania       |
| 2003     | 407.045 | 22,10 | 57/235         | 74    | 1.º      | Para una Nueva Georgia | Eduard Shevardnadze |
| 2004     |         |       | 19/150         | 38    |          | Para una Nueva Georgia | Eduard Shevardnadze |

### Elecciones presidenciales
| Elección | Votos     | %     | Candidato              | +/–     | Posición |
| -------- | --------- | ----- | ---------------------- | ------- | -------- |
| 1995     | 1.589.909 | 77,02 | Eduard Shevardnadze    | Nuevo   | 1.º      |
| 2000     | 1.870.311 | 82,00 | Eduard Shevardnadze    | 4,98 %  | 1.º      |
| 2004     | 36.398    | 1,87  | Teimuraz Shashiashvili | 80,13 % | 2.º      |